# Kyrtolitha avulsa
Kyrtolitha avulsa là một loài bướm đêm trong họ Geometridae.